# Het Raadsel van Atlantis
Het Raadsel van Atlantis is het zevende stripalbum uit de Belgische stripreeks Blake en Mortimer door Edgar P. Jacobs.
Het verhaal verscheen eerst als vervolgverhaal in Kuifje van 19 oktober 1955 tot 19 december 1956. In april 1957 verscheen het in albumvorm bij Le Lombard. In oktober 1988 verscheen er een nieuwe editie bij Éditions Blake et Mortimer, een Belgische uitgeverij die zich speciaal op de Blake en Mortimer-strip richt.

## Het verhaal
Professor Philip Mortimer is op vakantie op het eiland São Miguel, waar hij besluit de grotten te gaan verkennen. Hier stuit hij op een stuk orichalcum, wat hem herinnert aan de legende van Atlantis . Hij besluit de hulp in te roepen van zijn vriend Francis Blake, die hij een brief stuurt. Blake arriveert enige tijd later en samen gaan ze de grot verder verkennen. Dan blijkt de brief van Blake aan Mortimer te zijn onderschept door een vreemde mogendheid, die met hulp van kapitein Olrik het materiaal wil bemachtigen om zo een atoombom te ontwikkelen. Olrik komt ook naar het eiland en in de grot worden Blake en Mortimer met hem geconfronteerd. Doordat de grot zich vult met sulfidedampen raken Blake en Mortimer afgesloten van de buitenwereld. 
Vervolgens komen ze in het verloren gewaande Atlantis terecht. Blake en Mortimer raken hier bevriend met prins Ikaros, de heerser van Atlantis. Hij vertelt hun wat er is gebeurd: toen er 12.000 jaar geleden een reusachtige komeet in botsing kwam met de aarde, verdween het rijk Atlantis – dat midden in de oceaan lag – geheel onder water.  De overlevenden slaagden er echter in om onder water een compleet nieuwe beschaving op te bouwen, die nu technologisch zelfs veel verder is gevorderd dan alles aan het aardoppervlak. Blake en Mortimer mogen als gasten in Poseidopolis, de hoofdstad van Atlantis, blijven. 
Ze ontdekken gaandeweg een complot van phulakontarkos Magon. Die wil met enkele tevens ondergronds levende barbarenstammen Icaros uit de weg ruimen, om zelf aan de macht te komen en Atlantis en de rest van de wereld te veroveren. Dan blijkt Olrik ook aanwezig te zijn; hij heeft vanuit de grot van São Miguel zijn weg hierheen gevonden en spant nu samen met Magon en de barbaren. Blake, Mortimer en de prins krijgen een van de barbaren, Kisin, aan hun zijde. Kisin is door toedoen van Olrik zijn broer kwijtgeraakt en wil nu wraak. Ze slagen er uiteindelijk op het nippertje in om het hele complot te verijdelen, maar kunnen de vernietiging van Atlantis niet meer tegenhouden; Olrik zet namelijk per ongeluk de sluizen open die het oceaanwater tegenhielden. 
Blake en Mortimer weten te ontsnappen naar de oppervlakte. Het grootste deel van de bevolking van Atlantis verlaat de aarde met een konvooi ruimteschepen. De verraders waaronder Magon blijven achter, gedoemd om te verdrinken.

## Achtergronden bij het verhaal
- Oorspronkelijk zouden Blake en Mortimer in de ondergrondse grotten een buitenaardse beschaving aantreffen. Jacobs veranderde zijn verhaal toen hij vernam dat Willy Vandersteen rond een gelijkaardig thema (ufo's) werkte in de De gezanten van Mars.[1]
- In het verhaal lijken er alleen maar mannen in Atlantis te wonen. Het gebrek aan vrouwelijke personages is te wijten aan de strenge censuur in het destijds katholieke Frankrijk en België van de jaren 50. In die tijd werd lectuur voor jongens en meisjes strikt gescheiden: veel katholieke jongenstijdschriften weigerden stripverhalen met vrouwelijke personages erin te publiceren. Om een zo groot mogelijke afzetmarkt te bereiken moest E.P Jacobs zich hieraan aanpassen.
- In zijn autobiografie verklaarde Jacobs dat het boek een hommage was aan Jules Vernes klassieker Naar het middelpunt der aarde. Jacobs was een groot bewonderaar van Verne.
- De vormgeving van Atlantis is een combinatie van invloeden van Minoïsche, Maya en bunker architectuur. De kleding van de inwoners is gebaseerd op die van de Romeinen en de Azteken.